# Ramir De Porrata-Dòria i Yagüe
Ramir De Porrata-Dòria i Yagüe, a vegades anomenat Ramir De Porrata, és un empresari, enginyer i economista català.

## Biografia
Doctor Enginyer de Telecomunicacions per la Universitat Politècnica de Catalunya i diplomat en Ciències Empresarials per la Universitat de Barcelona, és també cofundador i director de l'empresa Keonn. Fou responsable d'Anàlisi Estratègica i vicepresident del Cercle Català de Negocis i autor d'estudis com Els Països Petits són Econòmicament Viables, On van els impostos dels catalans, Cap a on s'encamina Espanya?, Les raons econòmiques per l'Estat Propi, El català, una llengua perseguida durant 4 segles, i Com es distribueix la corrupció política a Espanya. En Ramir De Porrata té uns 75.000 seguidors a Twitter.
L'any 2017 fou el candidat número 62 per la llista de Junts per Catalunya a les eleccions al Parlament de Catalunya.